# Паничкин, Григорий Дмитриевич
Григорий Дмитриевич Паничкин (род. 5 ноября 1929, Караулово, Путятинский район) — советский легкоатлет, специалист по спортивной ходьбе. Выступал за сборную СССР по лёгкой атлетике в конце 1950-х — начале 1960-х годов, обладатель серебряной медали чемпионата Европы, призёр первенств всесоюзного и республиканского значения, бывший рекордсмен мира в ходьбе на 10 000 и 20 000 метров. Мастер спорта СССР (1957). Заслуженный тренер Таджикской ССР (1963).

## Биография
Родился 5 ноября 1929 года в селе Караулово Путятинского района Рязанской области.
Начал заниматься лёгкой атлетикой в 1949 году, проходил подготовку в Сталинабаде, окончил местное физкультурное училище. Выступал за Таджикскую ССР, добровольные спортивные общества «Таджикистан» и «Локомотив».
Впервые заявил о себе на международном уровне в сезоне 1957 года, когда вошёл в состав советской сборной и выступил на легкоатлетическом турнире VI Всемирного фестиваля молодёжи и студентов в Москве — в ходьбе на 20 км с результатом 1:33:20 стал бронзовым призёром. В том же сезоне удостоен звания мастера спорта СССР.
В мае 1958 года на соревнованиях в Сталинабаде установил мировые рекорды в ходьбе на 10 000 и 20 000 метров — 42:18,4 и 1:27:38,6 соответственно. В июне в Риге ещё улучшил мировой рекорд на дистанции 10 000 метров — 42:10,4.
В 1959 году на чемпионате страны в рамках II летней Спартакиады народов СССР в Москве выиграл бронзовую медаль в дисциплине 20 км.
На чемпионате СССР 1960 года в Москве вновь взял бронзу в ходьбе на 20 км.
В 1961 году на чемпионате СССР в Тбилиси дважды поднимался на пьедестал почёта: стал серебряным призёром в дисциплине 20 км и бронзовым призёром в дисциплине 50 км.
В 1962 году в ходьбе на 50 км завоевал серебряные награды на чемпионате СССР в Москве и на чемпионате Европы в Белграде.
Ещё будучи действующим спортсменом, в 1959 году занялся тренерской деятельностью, участвовал в соревнованиях по лёгкой атлетике в качестве судьи. Заслуженный тренер Таджикской ССР (1963).
В 1972—1978 годах занимал должность директора детской спортивной школы при спортивном обществе «Хосилот», затем работал тренером в Республиканской школе высшего спортивного мастерства.